# Przejście graniczne Dorohusk-Jagodzin (kolejowe)

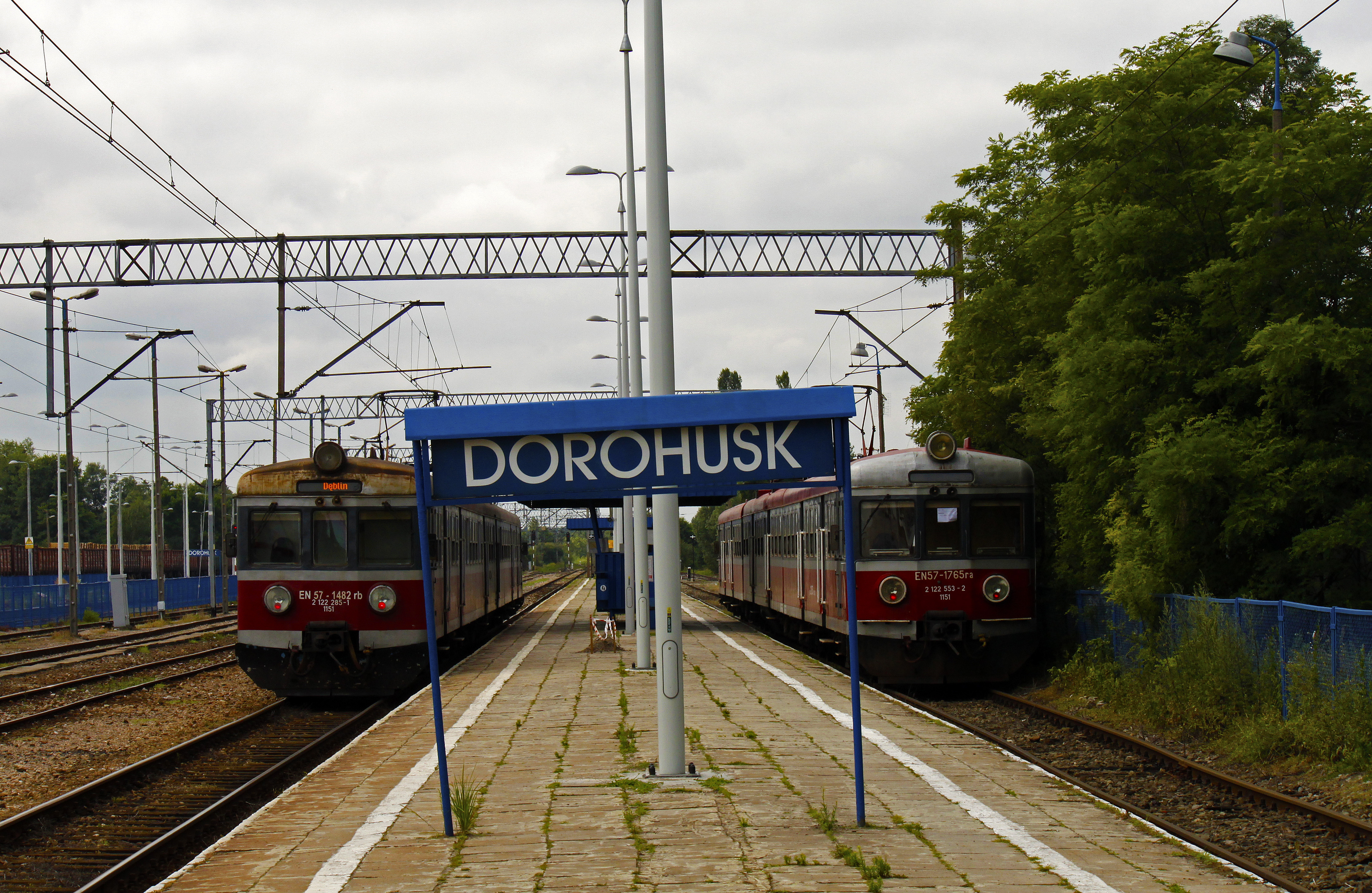
Stacja kolejowa Dorohusk – miejsce odprawy osób, towarów i pociągów (czerwiec 2013)

Przejście graniczne Dorohusk-Jagodzin – polsko-ukraińskie kolejowe przejście graniczne położone w województwie lubelskim, w powiecie chełmskim, w gminie Dorohusk, w miejscowości Dorohusk.

## Opis
Przejście graniczne Dorohusk-Jagodzin czynne jest przez całą dobę. Dopuszczony jest ruch osób oraz środków transportowych i towarów niezależnie od przynależności państwowej oraz początkowo na podstawie przepustek uproszczony ruch graniczny, a następnie mały ruch graniczny. Zakres prowadzonej kontroli: graniczna, celna, weterynaryjna (tylko pasze roślinne i mineralne), fitosanitarna, sanitarna, kontrola jakości handlowej artykułów rolno–spożywczych. 
Graniczna stacja kolejowa jest oddalona od granicy państwowej o 2 000 metrów, jest końcową stacją PKP na szlaku kolejowym Lublin – Dorohusk. Od granicy państwowej w kierunku stacji granicznej biegną 2 tory kolejowe o prześwitach 1435 mm (tor normalny) i 1 520 mm (tor szeroki, który prowadzi do bazy paliw w miejscowości Zawadówka). Na stacji znajdują się 4 torowiska o prześwicie 1 520 mm i 7 o prześwicie 1 435 mm, bocznica wraz z rampą do rozładunku towarów, przychodzących z głębi kraju oraz 2 perony przeznaczone do komunikacji kolejowej w ruchu lokalnym i międzynarodowym. Na stacji tej obsługiwany jest ruch pasażerski w relacji międzynarodowej (2 pociągi w ciągu doby), ruch towarowy (ok. 2 pociągów w ciągu doby).
Przez przejście przebiega najkrótsza linia kolejowa łącząca Warszawę z Kijowem.

### Podmioty odpowiedzialne
Stan z 1 lutego 2016
Podmioty odpowiedzialne za dokonywanie kontroli osób, towarów i pociągów przekraczających granicę:
- Kontrola graniczna: Placówka Straży Granicznej w Dorohusku[6][a]
- Kontrola celna: Oddział Celny w Dorohusku (Urząd Celny Zamość, Izba Celna Biała Podlaska)
- Graniczny Inspektorat Weterynarii w Dorohusku
- Graniczna Stacja Sanitarno–Epidemiologiczna w Dorohusku
- Wojewódzki Inspektorat Ochrony Roślin i Nasiennictwa w Lublinie – Oddział Graniczny w Dorohusku
- Wojewódzki Inspektorat Jakości Handlowej Artykułów Rolno–Spożywczych w Lublinie.

Administracja przejścia:
- Zespół Drogowego i Kolejowego Przejścia Granicznego w Dorohusku podległy Lubelskiemu Zarządowi Obsługi Przejść Granicznych w Chełmie – Wydział Zamiejscowy w Zamościu (stan zatrudnienia – 32 osoby).

### Stanowiska odpraw, miejsca postojowe
Stan z 1 lutego 2016
Od granicy państwowej do stacji granicznej w Dorohusku biegną 2 tory kolejowe o prześwitach: 1 435 mm (tor normalny) i 1 520 mm (tor szeroki, który prowadzi do bazy paliw w miejscowości Zawadówka).
Na stacji znajdują się: 4 torowiska o prześwicie 1 520 mm i 7 o prześwicie 1 435 mm, bocznica z rampą do rozładunku towarów przychodzących z głębi kraju oraz 2 perony przeznaczone do komunikacji kolejowej w krajowym i międzynarodowym ruchu pasażerskim, udostępnione do kontroli granicznej i celnej.
Odprawa paszportowo–celna w ruchu pasażerskim przeprowadzana jest przez polskie służby podczas postoju pociągu na stacji, a odprawy w ruchu towarowym dokonywane są na bocznicach – w miejscach uznanych (Daniel i Damazy, ROŁD oraz terminal TRADE TRANS).

### Obiekty kubaturowe
Stan z 1 lutego 2016
Administrator przejścia granicznego posiada w użytkowaniu budynek udostępniony służbom pracującym w przejściu granicznym o ogólnej powierzchni 1 894,13 m²
- Placówka Straży Granicznej pomieszczenia o ogólnej powierzchni 243,17 m²
- Oddział Celny pomieszczenia o ogólnej powierzchni 646,29 m²
- Graniczny Inspektorat Weterynarii pomieszczenia o ogólnej powierzchni 85,51 m²
- Graniczna Stacja Sanitarno–Epidemiologiczna pomieszczenia o ogólnej powierzchni 24,50 m²
- Wojewódzki Inspektorat Ochrony Roślin i Nasiennictwa pomieszczenia o ogólnej powierzchni 57,21 m²
- Zespół Drogowego i Kolejowego Przejścia Granicznego w Dorohusku pomieszczenia o ogólnej powierzchni 837,45 m², na które składają się klatki schodowe, korytarze, kotłownia, garaż oraz pomieszczenie, w którym usytuowany jest agregat prądotwórczy.

### Inne elementy infrastruktury należące do przejścia granicznego
Stan z 1 lutego 2016
- Stacjonarny monitor promieniowania typu bramkowego – 1 zestaw.

### Media
Stan z 1 lutego 2016
Energię elektryczną, ogrzewanie, zaopatrzenie w wodę (zimną i ciepłą) oraz odprowadzanie ścieków sanitarnych zapewniają administratorzy budynków kolejowych w ramach umów najmu pomieszczeń, zawartych z administratorem przejścia granicznego.

### Infrastruktura usługowa
Stan z 1 lutego 2016
Obsługa podróżnych:
- 4 agencje celne
- 4 kantory wymiany walut
- 1 toaleta publiczna.

### Przejścia graniczne polsko-radzieckie
W okresie istnienia Związku Radzieckiego funkcjonowało w tym miejscu polsko-radzieckie przejście graniczne kolejowe Dorohusk. Dopuszczony był ruch osobowy i towarowy. 18 września 1964 roku zlikwidowano ruch osobowy. Kontrolę graniczną osób towarów i środków transportu wykonywała Graniczna Placówka Kontrolna Dorohusk.
W 1946 roku w ramach Wojsk Ochrony Pogranicza został utworzony Przejściowy Punkt Kontrolny Dorohusk (PPK Dorohusk) – kolejowy kategorii B.